# Banner Johnstone
Banner Carruthers Johnstone (Bebington, Cheshire, 11 de novembre de 1882 – Bournemouth, 20 de juny de 1964) va ser un remer anglès que va competir a començaments del segle xx.
Nascut a Bebington, aleshores part de Cheshire, estudià a l'Eton College, on fou capità de l'equip de rem, i al i al Trinity College de la Universitat de Cambridge, on fou membre de Pitt Club. Remà amb Cambridge a la regata Oxford-Cambridge de 1904, 1905, 1906 i 1907, que guanyà en tres ocasions, alhora que fou president del C.U.B.C.
En deixar Cambridge, Johnstone passà a forma part del Leander Club. A la Henley Royal Regatta guanyà la Silver Goblets el 1906 i 1907 amb R V Powell i el 1909 amb Edward Gordon Williams. També disputà la Grand Challenge Cup. El 1908 disputà els Jocs Olímpics de Londres, on guanyà la medalla d'or en la prova del vuit amb timoner del programa de rem.
El 1909 passà a treballar al Servei Cartogràfic de Ceilan i el 1913 a l'administració colonial de Zanzíbar. En començar la Primera Guerra Mundial estava al cos de transport a l'Àfrica oriental, però el 1917 marxà cap a França amb el 1r Black Watch i la 1a brigada d'infanteria. Fou condecorat amb l'Orde de l'Imperi Britànic pels seus serveis a França i Bèlgica.
Durant alguns anys exercí de corresponsal de rem pel Daily Telegraph.